# Bila Krinitsia (Jersón)
Bila Krinitsia (en ucraniano: Біла Криниця, romanizado: Bila Krynytsia) es un pueblo ucraniano perteneciente al óblast de Jersón. Situado en el sur del país, forma parte del raión de Berislav y del municipio (hromada) de Velika Oleksandrivka.   

## Toponimia
El nombre del lugar en ruso es Belaya Krinitsa (en ruso: Белая Криница).

## Geografía
Bila Krinitsia se encuentra entre los ríos Visum e Inhulets, 10 km al noroeste de Velika Oleksandrivka y a unos 130 km al noreste de Jersón.

## Historia
Bila Krinitsa fue fundada a principios del siglo XX, sobre el año 1915, como asentamiento de la estación en la línea férrea Járkiv-Jersón. En 1932, se construyó aquí el ascensor de Belokrinitsk.
Durante la Segunda Guerra Mundial, el pueblo fue ocupado por tropas alemanas entre 1941 y 1943.
En 1958, Bila Krinitsa se convirtió en un asentamiento de tipo urbano y a principios de la década de 1970, aquí funcionaba una fábrica de mantequilla y queso y una fábrica de pan. El 5 de febrero de 1983 se completó aquí la construcción de una fábrica de piensos con una capacidad de producción de 200 mil toneladas de piensos por año.
A partir de 2016 se instalaron faroles de energía solar en las calles.
Hasta el 18 de julio de 2020, Bila Krinitsia fue parte del raión de Velika Oleksandrivka. El raión se abolió en julio de 2020 como parte de la reforma administrativa de Ucrania, que redujo el número de rayones del óblast de Jersón a cinco. El área del raión de Velika Oleksandrivka se fusionó con el raión de Berislav.
La ciudad estuvo ocupada por Rusia desde marzo de 2022 en el marco de la invasión rusa de Ucrania hasta el 3 de octubre de 2022.

## Demografía
La evolución de la población de Bila Krinitsia entre 1989 y 2022 fue la siguiente:
| 1890                                                          | 1326 | 1218 | 1149 |
| (Fuente: Cities & Towns of Ukraine y UKRAINE: Größere Städte) |      |      |      |

Según el censo de 2001, la lengua materna de la mayoría de los habitantes, el 92,23%, es el ucraniano; del 6,57% es el ruso.

## Infraestructura

### Transporte
Bila Krinitsia tiene conexiones por carretera con Krivói Rog, Snijurivka y Berislav. La estación de tren de Bila Krinitsia se encuentra en la línea ferroviaria que conecta Apóstolove y Snijurivka (con más conexiones con Jersón y Mikolaiv).